# Adriano Carciola
Adriano Carciola (* 19. Dezember 1987 in Kassel) ist ein deutsch-italienischer Eishockeyspieler, der seit 2023 beim EV Lindau unter Vertrag steht. Sein Bruder Fabio ist ebenfalls Eishockeyspieler.

## Karriere
Adriano Carciola begann seine Karriere bei der Eishockey Jugend Kassel. Im Sommer 2003 folgte er seinem Bruder Fabio nach Mannheim und spielte für die Jungadler, mit denen der Stürmer deutscher Nachwuchsmeister wurde. Bereits ein Jahr später wechselte der Rechtsschütze jedoch zurück nach Kassel, wo er für die EJ Kassel in der Deutschen Juniorenbundesliga aufs Eis ging. In der folgenden Spielzeit bekam Carciola schließlich seinen ersten Profivertrag und gab sein DEL-Debüt für die Huskies, konnte aber in insgesamt 31 Saisonspielen keinen Scorerpunkt erzielen. Trotz des Abstiegs der Huskies in die 2. Bundesliga wurde sein Vertrag verlängert und Carciola bestritt 39 Spiele für die Schlittenhunde, in denen er ein Tor und einen Assist erzielte.
Nach dem verpassten Aufstieg der Huskies in der Saison 2006/07 wurde bekannt, dass Carciolas Vertrag nicht verlängert werden würde und er entschloss sich zum Wechsel zum Zweitligaabsteiger ESC Dresden. Jan Tabor, Manager der Eislöwen, sagt über den Neuzugang: „Marian Hurtík kennt Adriano Carciola sehr gut aus seiner Zeit beim Kasseler Nachwuchs. Er ist ein großes Talent und hat letzte Saison regelmäßig Eiszeiten in der 2. Liga bekommen. Wir sind überzeugt, dass wir damit eine der U21-Positionen für die Oberliga sehr gut besetzt haben und dass Adriano aber auch im Falle des Falles eines Zweitligastarts eine gute Verstärkung wäre.“
Nach der Saison wechselte Carciola in die Oberliga zu den Hannover Indians, mit denen er den Aufstieg in die 2. Bundesliga schaffte. Zur Saison 2009/10 verpflichteten die Eispiraten Crimmitschau den Stürmer, für die er zwei Saisons spielte. Zur Saison 2011/12 engagierten die Heilbronner Falken Carciola, der damit wieder gemeinsam mit seinem Bruder in einer Mannschaft steht.
Nachdem sein Bruder schon im Laufe der Saison die Falken verlassen hatte, verließ auch Adriano am Saisonende die Falken. Im Gegensatz zu seinem Bruder blieb er jedoch in der DEL2 und wechselte zu den Kassel Huskies. Nach dem Gewinn der DEL2-Meisterschaft 2016 mit den Huskies wechselte Adriano Carciola zu seinem Fabio, der bei den Ravensburg Towerstars spielte. Bei den Towerstars absolvierte Adriano Carciola 37 Spiele, in denen er 17 Tore erzielte und elf weitere vorbereitete. Nachdem Fabio Carciola im Januar 2017 freigestellt worden war, entschied sich Adriano Carciola für eine Rückkehr zu den Huskies. Im Gegenzug wechselte Philipp Schlager von Kassel zu den Towerstars.
Nach der Saison 2018/19 beendete er seine Profikarriere, begann eine Ausbildung im IT-Bereich und spielte für den HC Landsberg in der Bayernliga auf Amateurniveau. Zur Saison 2023/24 wechselte er zum EV Lindau.

### Inlinehockey
In der Sommerpause spielte Adriano Carciola zusammen mit seinem Bruder Fabio Inlinehockey früher bei den Sky-Rollers Kassel. Ab 2012 war Carciola ebenfalls zusammen mit seinem Bruder Fabio für die Highlander Lüdenscheid in der Inline-Skaterhockey-Bundesliga aktiv. Zudem war er zeitweise sowohl für beide Deutsche Inlinehockeynationalmannschaften aktiv und nahm unter anderem an der FIRS-Weltmeisterschaft 2010 und der IIHF-Weltmeisterschaft 2014 teil. Im Sommer 2016 spielte er zusammen mit seinem Bruder für die TGW Kassel Wizards in der Skaterhockey-Bundesliga.

## Erfolge und Auszeichnungen
- 2004 Deutscher Nachwuchsmeister mit den Jungadlern Mannheim

## Karrierestatistik
(Legende zur Spielerstatistik: Sp oder GP = absolvierte Spiele; T oder G = erzielte Tore; V oder A = erzielte Assists; Pkt oder Pts = erzielte Scorerpunkte; SM oder PIM = erhaltene Strafminuten; +/− = Plus/Minus-Bilanz; PP = erzielte Überzahltore; SH = erzielte Unterzahltore; GW = erzielte Siegtore; 1 Play-downs/Relegation; Kursiv: Statistik nicht vollständig)